# سوزان نجم الدين
سوزان نجم الدين (24 نوفمبر 1973 -)، ممثلة سورية. كانت بدايتها الإحترافية من خلال دور بطولة رئيسي في مسلسل قلوب دافئة مع صباح الجزائري بعام 1989. لتتوالى أعمالها بعد ذلك داخل سوريا وخارجها، ومن أبرز أعمالها في التسعينيات: حكايات من التاريخ، نهاية رجل شجاع،المهر الدامي،إخوة التراب،الثريا، الكواسر، فرصة العمر.- مربى العز

## حياتها
ولدت في بلدة الدريكيش التابعة لمحافظة طرطوس في سوريا، والدها هو نجم الدين الصالح وهو شاعر ومحامي وعضو في مجلس الشعب في مصر ومن ثم سوريا، ووالدتها هي الشاعرة دولت عباس وهي محامية وعضو في اتحاد الكتاب العرب.
نشأت في بلدتها الدريكيش حتى حصلت على شهادة الثانوية العامة، ثم انتقلت إلى دمشق ودرست الهندسة المعمارية، وحصلت على المرتبة الأولى على دفعتها وعملت كمهندسة في التلفزيون السوري، ومدرسة في الجامعة ومحاضرة في قسم التصميم.
التحقت بفرقة زنوبيا للفنون الشعبية، وعملت معها عام ونصف على مسرح الحمراء في دمشق، وبعدها قدمت مشروع تخرجها تحت عنوان أوبرا دمشق، الذي مزجت فيه بين الهندسة والفن.
انطلاقتها الفنية الحقيقية كانت في عام 1989، عندما حصلت على دور بطولة رئيسي في مسلسل قلوب دافئة مع الممثل أسعد فضة وصباح الجزائري. وفي العام التالي 1990م، قدمت مسلسل حكايات من التاريخ وكانت لها البطولة المطلقة إلى جانب بسام كوسا. لتتوالى أعمالها بعد ذلك داخل سوريا وخارجها، ومن أبرز أعمالها: نهاية رجل شجاع عام 1994، وعندها لفتت الأنظار إليها بشدة وأثبتت بهذا الاختيار المدروس والذكي قدرتها على لعب الأدوار الصعبة، وتوالت عليها العروض التمثيلية، وفي نفس العام شاركت في مسلسل موزاييك ومسلسل المهر الدامي.
أما عام 1996، فكان محطة مهمة في مسيرتها الفنية فقد شاركت في عملين مهمين في الدراما السورية وهما خان الحرير الجزء الأول الذي لعبت فيه دور سعاد، ومسلسل أخوة التراب ولعبت فيه دور فضة.
في عام 1998 حصلت على ثلاثة أدوار في ثلاثة مسلسلات كان أهمها دور ثريا في مسلسل الثريا مع جمال سليمان، ودور سلافة في مسلسل الكواسر مع سلوم حداد، وشاركت أيضًا في مسلسل الدرب الشائك.
في عام 2000، دخلت في مجال الكوميديا من خلال مسلسل (فرصة عمر) مع النجم عباس النوري.وفي عام 2001، لعبت دور عصمة الدين خاتون في المسلسل التاريخي صلاح الدين الأيوبي مع جمال سليمان.
وفي العام التالي سجلت نقلة نوعية في التمثيل فانتقلت إلى المسلسل الاجتماعي الرومنسي حنين، مع الفنان أيمن زيدان ولعبت فيه دور إلهام. عادت في عام 2003، للأعمال التاريخية من خلال مسلسل الحجاج وقامت بأداء دور هند بنت المهلب.
أما عام 2004، فكان لها فيه ثلاثة مشاركات، فلعب دور الجازية في مسلسل أبو زيد الهلالي، وشاركت في مسلسل طيور الشوك ومسلسل عالمكشوف.
في عام 2005، كان لها مشاركتين تاريخيتين حيث لعبت دور شجرة الدر في مسلسل الظاهر بيبرس، ودور ولادة بنت المستكفي في مسلسل ملوك الطوائف، كما ساركت في مسلسلين آخرين هما زوج الست و أمهات.، كما أدت دور ليلى بنت المنهالفي مسلسل خالد بن الوليد مع باسم ياخور في عام 2006.
وفي عام 2007، شاركت في مسلسل الهاربة ولعبت دور سارة، أما عام 2008، كان لها مشاركة وحيدة في مسلسل جبران خليل جبران، حيث لعبت دور والدته.
بين عامي 2010 و2012، شاركت في أربعة أعمال وهي : مذكرات سيئة السمعة، في حضرة الغياب ولعبت دور والدة محمود درويش في مسلسل باب الخلق و حلت ضيفة شرف في مسلسل عمر.
في عام 2015، شاركت في الفيلم السوري أنا وأنت وأمي وأبي، ولعبت دور مها فرغلي في المسلسل المصري وش تاني. كما شاركت في فيلم قط وفار بدور ميرفت زوجة عباس القط، ولعبت دور جهاد في مسلسل امرأة من رماد.
في عام 2017، ظهرت بدور قوي ومميز وهو شخصية روز في مسلسل شوق الذي يحكي عن الأوضاع في سوريا بعد بداية الحرب، وكان لها أيضًا مشاركتين في مسلسلي عرايس خشب و قضاة عظماء الجزء الثاني.
في عام 2019، كان لها عدة أعمال فظهرت في فيلم حملة فرعون، وحلت ضيفة شرف على مسلسل كلبش الجزء الثالث، ولعبت دور أصول في مسلسل ابن أصول.

## حياتها الخاصة
في عام 1995، تزوجت سوزان نجم الدين من رجل الأعمال سراج الأتاسي، لكن زواجهما انتهى في عام 2014 بسبب آرائهما المتناقضة فيما يتعلق بالحرب الأهلية السورية. أنجب الزوجان أربعة أبناء: سهير، سارة، حيان، وحازم.

## أعمالها

### الأعمال البدوية
- كهف المغاريب: (مع منى واصف، سلوم حداد ورشيد عساف) ومن إخراج غسان جبري.
- الدخيلة: (مع جهاد سعد )، إخراج أسعد عيد.
- سماح: (مع رشيد عساف)، إخراج سالم الكردي.
- غدر الزمان ( البريئة ) : (مع رشيد عساف)، إخراج سالم الكردي.

هذه الأعمال كانت خلال فترة الدراسة قبل تخرج حيث كانت موضة الأعمال البدوية هي السائدة.

### الأعمال البيئية
- الماء المر : (مع أيمن زيدان)، إخراج مأمون البني.
- نهاية رجل شجاع : (مع أيمن زيدان)، إخراج نجدة أنزور.
- خان الحرير : (مع جمال سليمان)، إخراج هيثم حقي.
- الثريا : (مع جمال سليمان)، إخراج هيثم حقي.
- طيور الشوك : (مع عبد الرحمن آل رشي)، إخراج أيمن زيدان.
- الملاك الثائر: جبران (مسلسل) : (مع غسان مسعود )، إخراج فردوس الأتاسي.
- نقطة نظام (مصري) : (مع صلاح السعدني)، إخراج أحمد صقر.
- مربى العز، (مع عباس النوري ومحمود نصر ونادين تحسين بيك)، إخراج رشا شربتجي.
- فرصة عمر (سوري): (مع عباس النوري)، إخراج عزام فوق العتدة.

### الأعمال التاريخية
- حكايات من التاريخ : (مع بسام كوسا) إخراج شكيب غنام.
- أخوة التراب : مع أيمن زيدان إخراج نجدة أنزور.
- صلاح الدين الأيوبي: (مع جمال سليمان) إخراج حاتم علي.
- أبو زيد الهلالي : (مع سلوم حداد وسامر المصري) إخراج باسل الخطيب.
- الظاهر بيبرس : (مع غسان مسعود وعابد فهد) إخراج محمد عزيزية.
- الحجاج : (مع غسان مسعود وعابد فهد) إخراج محمد عزيزية.
- خالد بن الوليد : (مع باسم ياخور) إخراج محمد عزيزية.
- ملوك الطوائف : (مع جمال سليمان وأيمن زيدان) إخراج حاتم علي.
- الفاروق : إخراج حاتم علي.
- الحشاشين:(مع كريم عبد العزيز) إخراج بيتر ميمي

### الأعمال الفانتازية
- الكواسر : (مع سلوم حداد وجهاد سعد) إخراج نجدة أنزور.

### الأعمال الحديثة
- وثيقة شرف 2022
- أيام لا تنسى 2016
- شوق ( مسلسل): مسلسل مع (باسم ياخور ومنى واصف) إخراج رشا شربتجي.
- الطوق : ثلاثية (مع أيمن زيدان ) إخراج محمد بدرخان.
- قلوب دافئة : (مع رشيد عساف وعباس النوري) إخراج بسام الملا.
- الدرب الشائك : (مع منى واصف وفراس إبراهيم) إخراج
- أمهات : (مع أيمن زيدان ) إخراج سمير حسين.
- حنين : (مع أيمن زيدان) إخراج باسل الخطيب.
- الهاربة : (مع غسان مسعود) إخراج زهير قنوع، وهو من إنتاجها الخاص.
- مذكرات سيئة السمعة : مع نخبة من نجوم مصر إخراج د. خالد بهجت.
- امراة من رماد (مع سعد مينا) اخراج نجدت اسماعيل انزور
- الصديقات
- تيمبو

### الأعمال الكوميدية
- فرصة العمر: مع عباس النوري إخراج عزام فوق العادة.
- جوز الست : مع أيمن زيدان إخراج سيف الدين سبيعي.

## وصلات خارجية
- سوزان نجم الدين على موقع IMDb (الإنجليزية)
- سوزان نجم الدين على موقع قاعدة بيانات الأفلام العربية
- سوزان نجم الدين على موقع قاعدة بيانات الفيلم (الإنجليزية)